# Rolls-Royce 15 hp
O Rolls-Royce 15 hp foi um dos quatro carros produzidos como resultado de um acordo firmado em 23 de dezembro de 1904 entre Charles Rolls e Henry Royce. Identificado como um Rolls-Royce, o 15 hp foi produzido pela empresa de Royce, a Royce Ltd., em sua fábrica em Cooke Street, Hulme, Manchester. Foi vendido exclusivamente pela concessionária de motores da Rolls, a C.S.Rolls & Co., ao preço de 500 libras esterlinas. O 15 hp foi exibido no Salão do Automóvel de Paris em dezembro de 1904, juntamente com o 10 hp, o 20 hp e o motor para os modelos 30 hp, mas como o novo motor de três cilindros não estava pronto, o chassi ficou incompleto.
Motores de três cilindros eram bastante populares nos primeiros anos do automobilismo, e um deles fazia parte do ambicioso programa da nova empresa. O layout produzia menos vibração do que os motores de dois cilindros e era muito mais simples de fabricar do que um de seis cilindros com seu virabrequim longo. No entanto, Royce estava fabricando sua linha de motores usando um bloco padrão de dois cilindros, juntando dois para o de quatro cilindros e três para o de seis. O motor de três cilindros não se encaixava nessa produção, tendo cada um de seus cilindros fundido separadamente, e acredita-se que essa seja a razão pela qual apenas seis foram fabricados. O motor, que tem um diâmetro de 102 mm e um curso de 127 mm, é refrigerado a água e tem capacidade de 3.000 cc com válvulas de admissão e escape laterais no cabeçote. Um sistema de ignição de alta tensão usando acumuladores pré-carregados, um trembler e uma bobina fornece a faísca de ignição. Como a iluminação fornecida usa óleo, não há outro dreno nos acumuladores. A potência é de 15 hp a 1.000 rpm. A rotação do motor é controlada por um regulador que pode ser anulado pelo acelerador acionado por pedal. Utiliza-se uma caixa de câmbio de três marchas, conectada ao motor por um eixo curto, e uma embreagem cônica de couro.
O carro atinge uma velocidade máxima de 63 km/h. Há um freio de transmissão instalado atrás da caixa de câmbio, acionado por pedal, e freios a tambor expansíveis internos no eixo traseiro, acionados pela alavanca do freio de mão. O amortecimento é feito por molas de lâmina semi-elípticas nos eixos dianteiro e traseiro, com uma mola auxiliar transversal adicional na traseira de alguns carros. Rodas do tipo artilharia foram instaladas.
A Rolls-Royce não forneceu a carroceria. Em vez disso, os carros foram vendidos em forma de chassi para que o cliente contratasse sua própria encarroçadora, com recomendação da Barker.

## Sobrevivente
Dos seis carros produzidos, apenas o segundo sobreviveu: originalmente registrado em Londres como um carro de demonstração para a Rolls e, mais tarde, registrado novamente como SD 661.
Em setembro de 1905, foi adquirido pelo Honorável Capitão T. Dundas, de Northallerton (falecido em 1906). Em 1907, foi comprado por Alice Elizabeth FitzAlan-Howard, 11ª Condessa de Loudon, e transferido para Galston, East Ayrshire. Em março de 1908, passou para Douglas Dick, de Kilmarnock, que já tinha a reputação de ser o primeiro proprietário de carro da cidade. O carro foi parar no Museu do Automóvel de Doune, sob propriedade do Royal Scottish Automobile Club. Atualmente, está em exposição no Museu do Transporte Grampian, em Alford, Aberdeenshire.